# Peter Feldmann
Pour les articles homonymes, voir Feldmann.
Peter Feldmann, né le 7 octobre 1958 à Helmstedt (Allemagne), est un homme politique allemand (SPD) qui était de 2012 à 2022 bourgmestre de la ville de Francfort-sur-le-Main. À la suite d'accusations de corruption, il a été révoqué par un "vote citoyen" où 95% des électeurs ont voté la fin anticipée de son mandat de bourgmestre. 